# Callorhinus
Callorhinus és un gènere de pinnípedes originaris de l'oceà Pacífic. El gènere només conté una espècie vivent, l'os marí septentrional (C. ursinus), però també inclou una espècie extinta que visqué durant el Pliocè en allò que avui en dia són les costes de Califòrnia.